# Thallarcha rhaptophora
Thallarcha rhaptophora là một loài bướm đêm thuộc phân họ Arctiinae, họ Erebidae.